# U-110号潜艇 (1917年)
陛下之110号潜艇是德意志帝国海军建造的一艘中型潜艇或称U艇。它由基尔的日耳曼尼亚船厂承建，于1917年7月28日下水，至同年9月25日交付使用。U-110号是在第一次世界大战期间服役的329艘德国潜艇之一，曾参加大西洋潜艇战。在其三次巡逻中，共击沉协约国或中立国的9艘商船（25772总吨）和1艘辅助军舰（1191总吨）。1918年3月15日，U-110号在爱尔兰岛的马林角附近遭英国驱逐舰迈克尔号和莫尔斯比号共同击沉，造成艇内39名官兵阵亡，仅4人幸存。

## 设计
第一次世界大战爆发后，为了满足潜艇破交战的作战需求，德意志帝国海军潜艇监察局（Inspektion des U-Bootwesens）在U-43号（战时动员型）的基础上，研发出了一种技术上更为成熟的中型双壳体远洋潜艇。其排水量适中、性能均衡，非常适合北海和英国周边海域的作战环境。海军为此共计批出34艘订单，战术编号使用U-81至U-114号。实战证明，这一系列的潜艇具有出色的航海能力和稳定的耐用性，它们的许多布置也对后世IX級潛艇和国外一些潜艇的设计产生了影响。
U-110号是由基尔日耳曼尼亚船厂承建的第三批次（U-105至U-114号）的六号艇。它沿袭了前一批次（U-93至U-98号）的优化艇体设计，有较佳的机动性能；但在排水量和航速方面略为下降，惟续航里程有所提升。U-110号的水上和水下排水量分别为798吨和1000吨。其全长71.55米；舷宽6.30米，当中的耐压壳体宽4.15米；有3.90米的吃水深度。艇只搭载有可在水上使用的两台猛狮六缸四冲程柴油发动机，总功率为2,400匹公制馬力（1,765千瓦特）；以及可在水下使用的西门子-舒克特双电动发电机，总功率为1,200匹公制馬力（883千瓦特）。这些发动机用以驱动双轴、每根轴各一个的直径1.70米长螺旋桨。它的潜航深度为50米。
U-110号在水上的最高速度达16.4節（30.4每小時），在水下的最高航速则为8.4節（15.6每小時）。它可以8節（15每小時）的速度在水上巡航9,280海里（17,190），或以5節（9.3每小時）的速度在水下巡航50海里（93）。该艇装备了六具直径为500毫米的鱼雷发射管，其中艇艏四具、艉部两具，并可合共携带至多16枚鱼雷；作为辅助武器的甲板炮则是一门105毫米45倍径速射炮和一门88毫米30倍径速射炮。其标准船员编制为4名军官及32名水兵。

## 历史
U-110号是由德意志帝国海军作为K项战时订单（Kriegsauftrag K）的一部分，于1916年5月5日向基尔的日耳曼尼亚船厂订购，建造编号为279。艇只于1917年7月28日下水，至同年9月25日在首任艇长、海军少校卡尔·阿布雷希特·克罗尔的指挥下正式交付使用。除克罗尔外，奥托·冯·舒伯特上尉（1917年12月12日－1918年3月15日）也曾担任该艇指挥官。完成海试后，U-110号自1917年12月22日起被编入分驻埃姆登和博尔库姆的第四潜艇区舰队服役，并一直隶属于该部队直至被击沉。
第一次世界大战期间，U-110号在北大西洋东部的不列颠岛附近执行过三次巡逻，共击沉协约国或中立国的9艘商船（25772总吨）和1艘辅助军舰（1191总吨）。其中，这艘辅助军舰是隶属英国皇家海军的Q船彭斯赫斯特号，它于1917年12月24日在布里斯托尔湾遭U-110号发射鱼雷击沉，共造成两名船员死亡。被U-110号击沉的最大型船舶则是容积总吨达10037吨的英国客轮亚马逊号，它是在从利物浦前往布宜诺斯艾利斯的途中，于1918年3月15日行至爱尔兰岛的马林角西北约30海里（56）处中鱼雷沉没。其所有乘客和船员都被英国驱逐舰莫尔斯比号救出，后者随即展开了对U-110号的追捕。
亚马逊号沉没时发出的求救信号惊动了两艘英国驱逐舰迈克尔号和莫尔斯比号。它们发现了U-110号不久前下潜的方位，并立即投掷深水炸弹。U-110号就此严重受损，无法再保持平衡。在危险的二度下潜幾度无果后，艇长克罗尔少校终于下令弃艇，让船员们在水面上离开。然而，只有4人成功获救——包括轮机长布鲁诺·施密特以及另外3名水兵。U-110号继而再遭到驱逐舰的持续炮击，最终在大约55°4′N 8°6′W / 55.067°N 8.100°W的方位沉没。施密特后来表示，其中一艘驱逐舰在多次驶过漂浮在水中的船员时犯下战争罪行，射杀了大部分船员。
1918年9月，U-110号被英国人打捞上岸并送至沃尔森德。斯旺·亨特船厂受命在旱坞将该艇恢复作战能力。然而在停战协定于1918年11月11日签署后，修复工程也随之中止。同年12月9日，U-110被拖曳至豪顿附近的诺森伯兰船坞，最终作废品出售。

## 袭击历史摘要
| 日期           | 船名            | 船籍         | 吨位 （容积总吨） | 结局 |
| -------------- | --------------- | ------------ | ----------------- | ---- |
| 1917年12月24日 | 彭斯赫斯特号    | 英國皇家海軍 | 1191              | 击沉 |
| 1917年12月30日 | 地带号          | 英国         | 3914              | 击沉 |
| 1918年1月7日   | 埃格达号        | 挪威         | 2527              | 击沉 |
| 1918年3月4日   | 伊登堡号        | 英国         | 1949              | 击沉 |
| 1918年3月7日   | 维托尔号        | 英國皇家海軍 | 2639              | 击沉 |
| 1918年3月7日   | 塔比特内瑟号    | 英国         | 3018              | 击沉 |
| 1918年3月8日   | 埃里卡号        | 英国         | 167               | 击沉 |
| 1918年3月9日   | 南妮·维格纳尔号 | 英国         | 93                | 击沉 |
| 1918年3月10日  | 热尔曼号        | 法國         | 1428              | 击沉 |
| 1918年3月15日  | 亚马逊号        | 英国         | 10037             | 击沉 |

## 脚注
1. 1 2  Helgason, Guðmundur. . German and Austrian U-boats of World War I - Kaiserliche Marine - Uboat.net.   [2021-12-14].
2. 1 2 3  Gröner 1991，第12–14頁.
3. 1 2 3  Helgason, Guðmundur. . German and Austrian U-boats of World War I - Kaiserliche Marine - Uboat.net.   [2015-01-26].
4. 1 2  Helgason, Guðmundur. . German and Austrian U-boats of World War I - Kaiserliche Marine - Uboat.net.   [2015-01-26].
5. ↑  陈进，第71頁.
6. ↑  Herzog，第50頁.
7. ↑  Helgason, Guðmundur. . German and Austrian U-boats of World War I - Kaiserliche Marine - Uboat.net.   [2021-11-29].
8. ↑  Herzog，第48頁.
9. ↑  Herzog，第139頁.
10. ↑  Herzog，第124頁.
11. 1 2  Herzog，第69頁.
12. ↑  Helgason, Guðmundur. . German and Austrian U-boats of World War I - Kaiserliche Marine - Uboat.net.   [2021-12-14].
13. ↑  Helgason, Guðmundur. . German and Austrian U-boats of World War I - Kaiserliche Marine - Uboat.net.   [2021-12-14].
14. ↑  Herzog，第91頁.
15. ↑  Kemp，第45頁.
16. ↑  Messimer，第121頁.
17. ↑  Langsdorff，第267–268頁.
18. ↑  . Mirror. 2015-09-19  [2021-12-14]. （原始内容存档于2021-12-14）.
19. ↑  Helgason, Guðmundur. . German and Austrian U-boats of World War I - Kaiserliche Marine - Uboat.net.   [2015-01-26].